# Alpenverein Südtirol
Alpenverein Südtirol (česky Alpský spolek Jižní Tyrolsko - AVS) byl založen 14. června 1946 jako sdružení horolezců s německým a ladinským mateřským jazykem v Jižním Tyrolsku (Poslání AVS, 2001). Spolek sídlí v Bolzanu.
Původně byly oddíly Jihotyrolského alpského klubu členy Německého a Rakouského alpského klubu. Již v roce 1869 byly v Bolzanu a Alta Pusteria (Villabassa) založeny první jihotyrolské oddíly v rámci tehdejšího Německého alpského spolku. Do roku 1910 bylo založeno dalších 15 sekcí v rámci nyní již sjednoceného Německého a Rakouského alpského spolku. Významně přispěly k otevření Alp turistům, když vybudovaly 19 útulen, zřídily rozsáhlou síť stezek a vycvičily horské průvodce. Po skončení první světové války a anexi Jižního Tyrolska Itálií byl v roce 1923 veškerý majetek sekcí AV v Jižním Tyrolsku vyvlastněn a sdružení bylo zakázáno. Teprve 31. prosince 1945, po skončení druhé světové války, povolila spojenecká vojenská správa založení spolku Alpenverein Südtirol. Ustavující schůze se konala 14. června 1946 v Bolzanu.

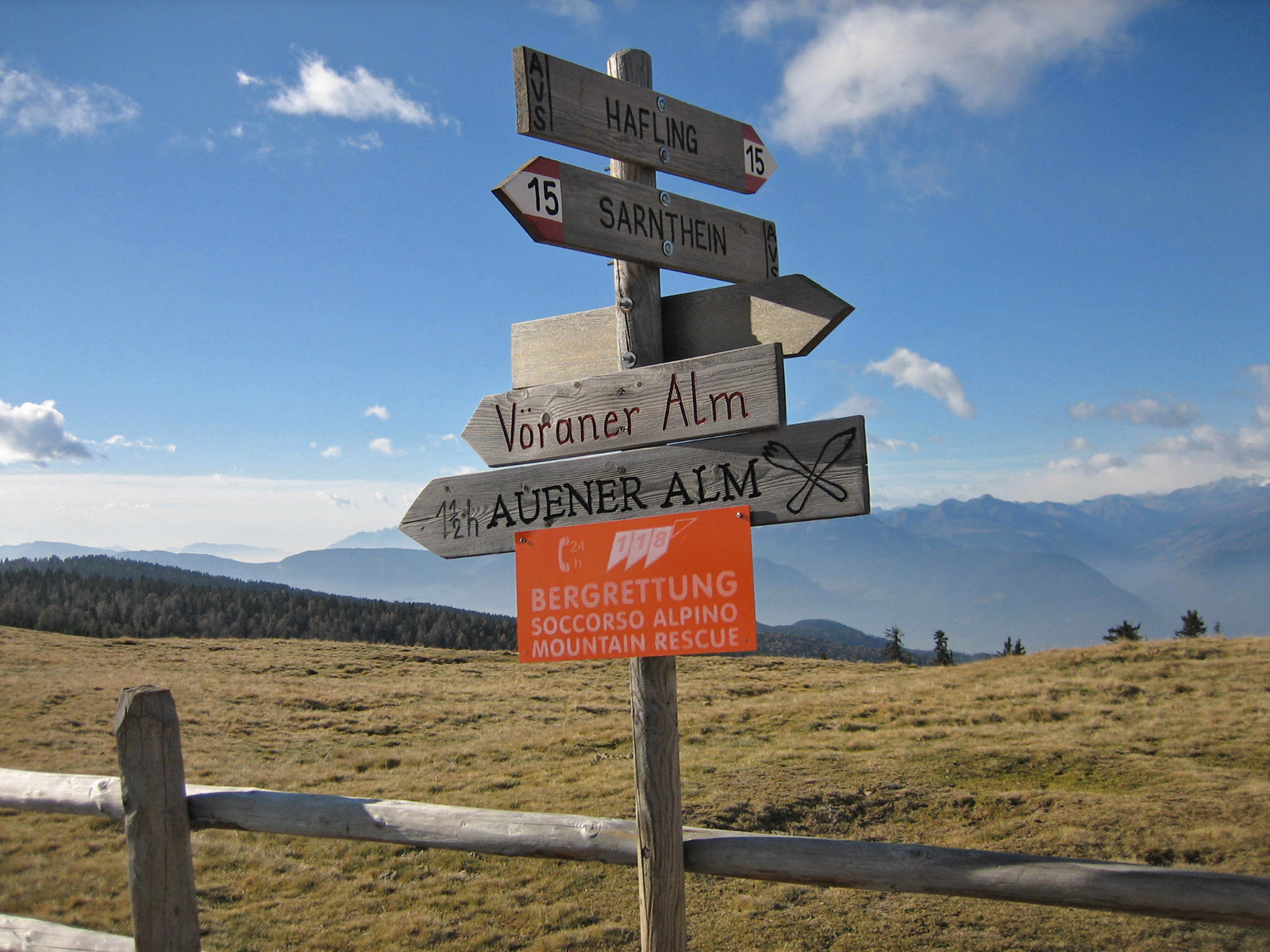
Rozcestník AVS na hoře Tschögglberg

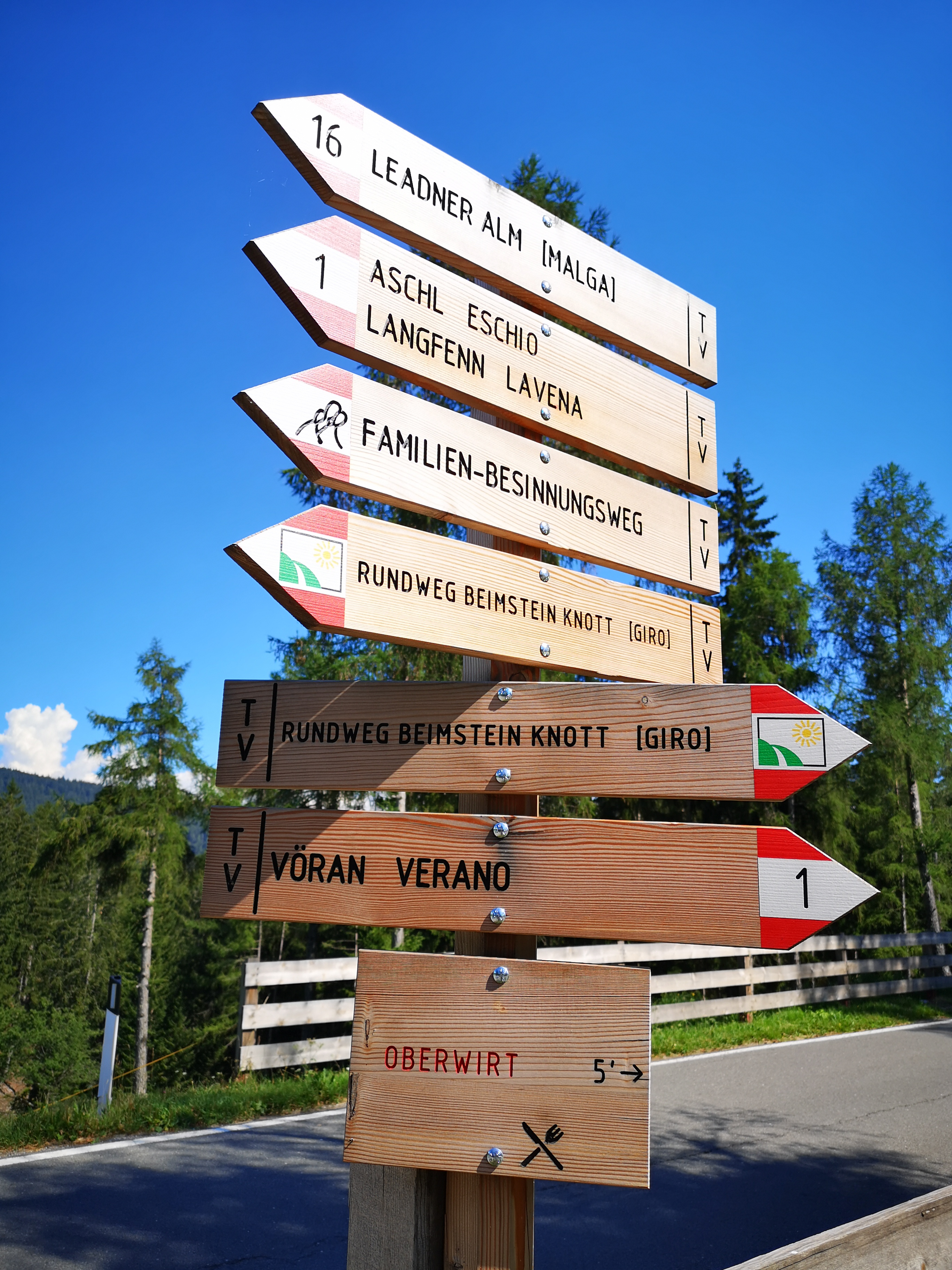
Dvojjazyčné turistické značení AVS (2022)

AVS se chápe jako horolezecký svaz, svaz ochrany přírody a kulturní svaz; spravuje útulny, bivakovací chaty, domy s možností vlastního stravování a více než 9500 km turistických tras.
Spolek je členem Club Arc Alpin (CAA), od roku 2018 členem Evropské unie horolezeckých svazů (EUMA), od roku 1974 členem UIAA a také členem mnohostranné dohody Gegenrecht auf Hütten.
V roce 1948 byla v Jižním Tyrolsku založena Horská záchranná služba (BRD). Dnes je BRD nezávislým členským sdružením AVS, kde se zkušení horolezci vzájemně dobrovolně spolčují, aby pomohli lidem v nouzi v horách. V celém Jižním Tyrolsku působí 34 záchranných středisek s více než 730 aktivními horskými záchranáři a více než 30 psovody s lavinovými psy.